# Fosfatidilinositol 3,4-bisfosfato
El fosfatidilinositol 3,4-bisfosfato (PI(3,4)P2) es uno de los componentes fosfolipídicos de la membrana celular. En ella es sustrato para un número importante de proteínas que participan en la transducción de señales celulares.

## Síntesis
El PI(3,4)P2 se sintetiza por fosforilación de dos grupos hidroxilo en lípidos que contienen inositol.  Dicha síntesis la catalizan enzimas de la familia de tirosincinasas. Una de estas enzimas es la enzima fosfoinositol 3-quinasa (PI3K) que sintetiza el PI(3,4)P2 a partir del fosfadilinositol 4-fosfato, fosforilando el carbono en posición 3 del anillo de inositol. 
La enzima PI3K se activa en el lado intracelular de la membrana plasmática gracias a un receptor celular, como es el caso del receptor de superficie TCR para los linfocitos T.

## Función
Una vez activado, el PI(3,4)P2 actúa sobre otras cinasas intracelulares para modificar procesos celulares como el crecimiento celular, el transporte de glucosa, la exocitosis, etc. 
- Datos: Q413692